# Pamplemousse et pomélo
En tant qu'agrumes, les termes pamplemousse et pomelo sont fréquemment amalgamés. Cet article vise à clarifier ces notions.
Ne pas confondre avec Pamplemousses, district de l'île Maurice
Taxons concernés
Dans le genre Citrus :
- l'espèce Citrus maxima
- l'hybride Citrus ×paradisimodifier

Pamplemousse et pomélo (également écrit pomelo) sont des noms vernaculaires ambigus qui désignent en français deux types d'agrumes qui proviennent de deux espèces différentes du genre Citrus, de la famille des Rutaceae : l'asiatique Citrus maxima et l'hybride occidental Citrus ×paradisi.

## Description
- Citrus maxima (aussi Citrus grandis ou Citrus decumana) est un arbre fruitier nommé pamplemoussier dont le fruit est le pamplemousse (en anglais pomelo ou pummelo) dans le glossaire anglais-français de l'OCDE[1]. Il est originaire d'Asie du Sud-Est (Indonésie, Malaisie). Son fruit à l'écorce épaisse de couleur verdâtre, jaune, ou rosée est une baie comestible, composée de 16 à 18 quartiers remplis de pépins. Le fruit est hâtif, la récolte se fait entre octobre et janvier. La texture est croquante, peu juteuse, le gout équilibré doux, plus ou moins amer et peu acide. Le fruit peut être énorme : un banpeiyu japonais a atteint 4,86 kg (10 lb 11.3 oz) avec une circonférence de 83,5 cm (32.8 in)[2]. Une cinquantaine de cultivars cultivés sont décrits [3].

- Citrus ×paradisi est un hybride, traditionnellement admis comme d'origine américaine, entre le précédent Citrus maxima et l'oranger doux Citrus sinensis[4], lui-même produit de l'hybridation, plus ancienne en Chine, entre Citrus maxima et la mandarine Citrus reticulata[5] ; pour synthétiser, c'est donc un pomelo avec une part de mandarine. Son fruit, à l'écorce mince de couleur jaune ou rose est une baie comestible composée d'une douzaine de quartiers. Ce fruit qui pousse en grappes, d'où son nom anglais de « grapefruit » repris en français par Antoine Risso et Alexandre Poiteau dans l'Histoire naturelle des orangers (1818), fut introduit en Europe en 1900[6]. Le fruit est tardif, la récolte se fait entre janvier et avril selon les cultivars. La texture est juteuse, le gout peu amer, plus ou moins acide. Le glossaire anglais-français de l'OCDE donne pour dénomination française du fruit : "pomélo", "pamplemousse"[1].

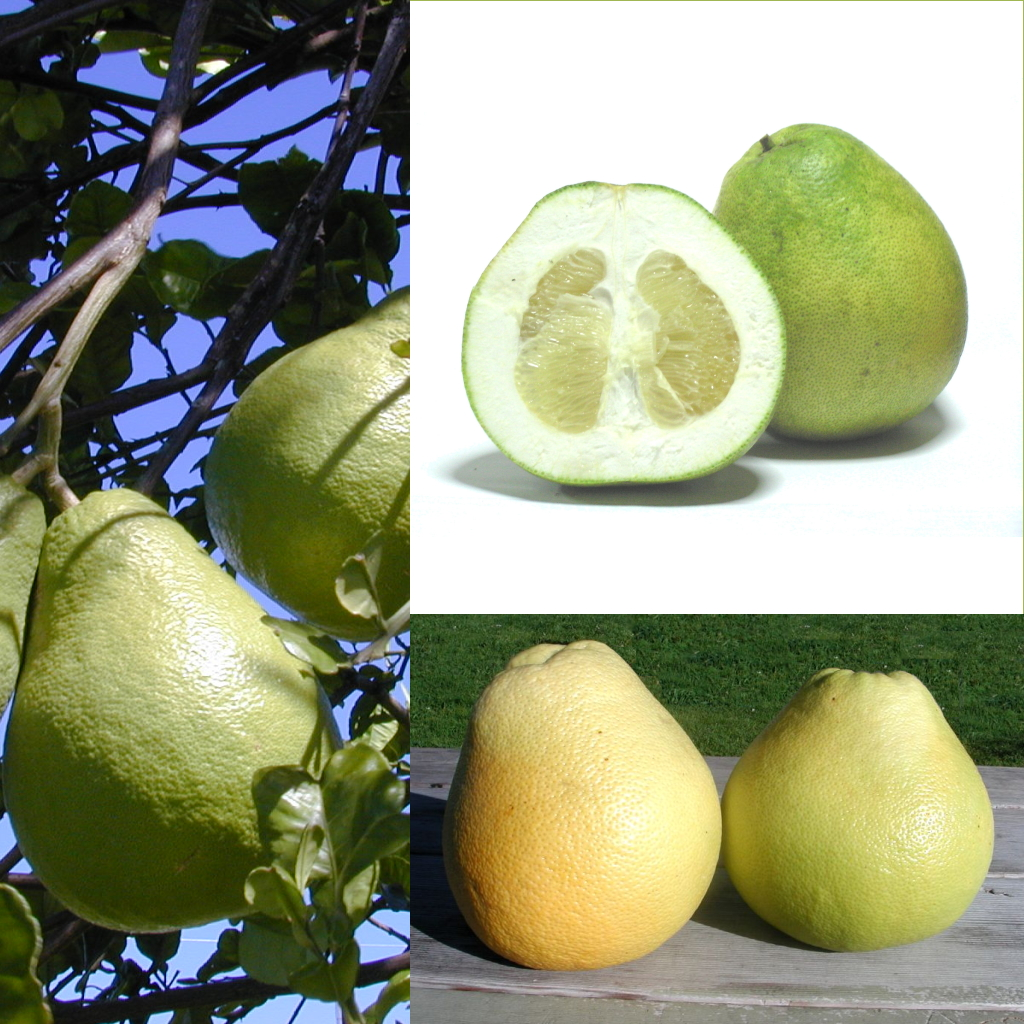
Fruits de Citrus maxima
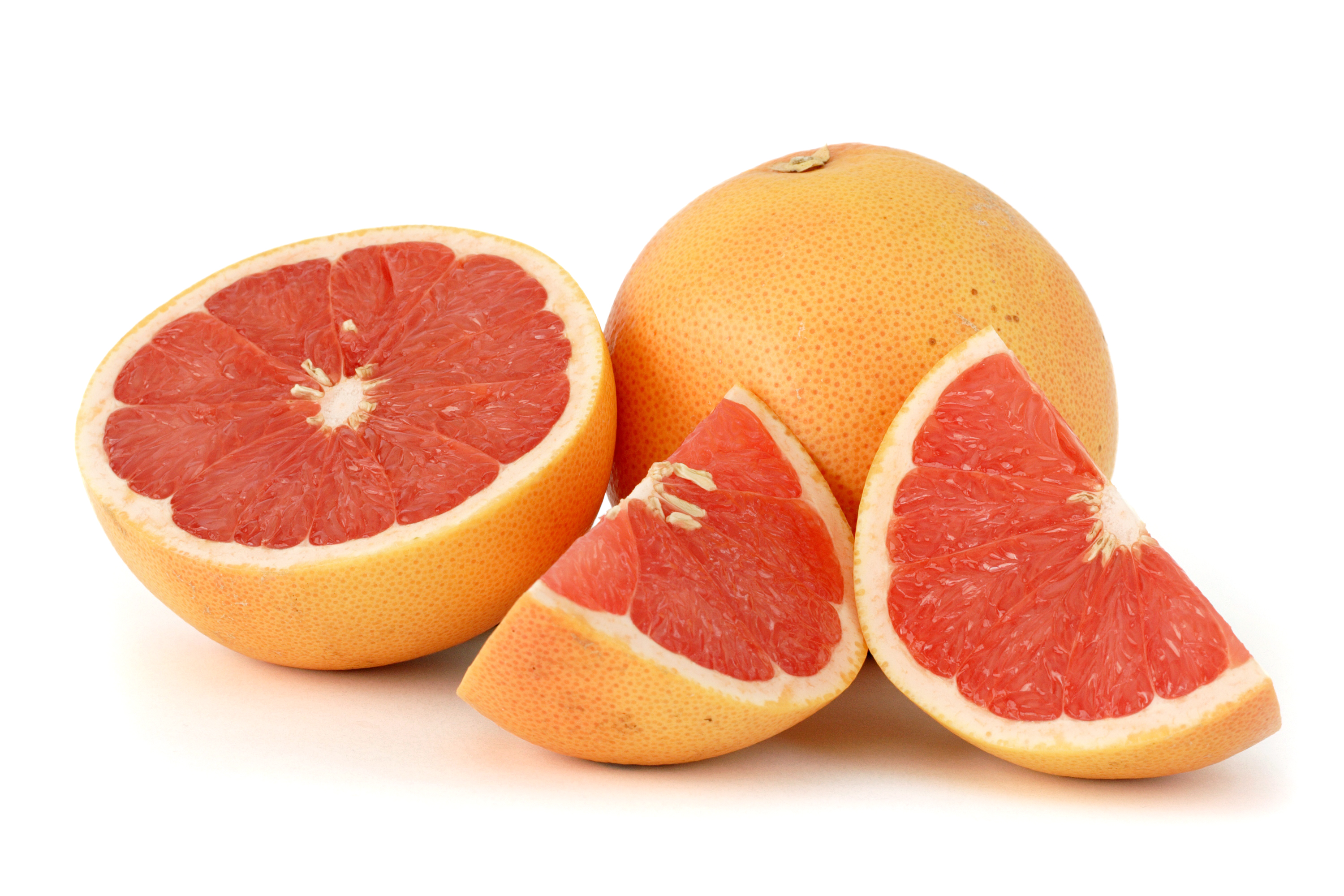
Fruits de Citrus ×paradisi

La polysémie constituée par l'attribution du même nom ("pamplemoussier", "pamplemousse") à deux plantes et à deux fruits différents est aggravée par la polysémie du mot « pomelo » en anglais qui peut désigner soit le grapefruit, soit le pomélo.
L'imprécision est amplifiée par la diversité des appellations commerciales concernant leurs hybrides les tangelo, qui sous un nom unique comprennent des hybrides de C. maxima ou de C. paradisi.
Le pamplemousse asiatique est produit et abondamment consommé de l'Inde au Japon et principalement en Indochine, Chine du Sud-Est et Malaisie. En Chine on distingue quatre type de cultivars : le plus commun à chair blanche, les modernes à chair rouge, les dernières créations à chair rouge et peau rouge (également produits en Thaïlande et à Taïwan) et enfin ceux à chair orangée, riches en carotènes. Les deux derniers sont les plus chers[réf. nécessaire].
Le principal pays de culture du pomelo (C. ×paradisi) est les États-Unis, où les premières variétés plantées furent Duncan (pomelo blond spermé) et Foster (pomelo rose spermé). Ces premières variétés ont été remplacées par de nouvelles avec moins de pépins, voire sans. Les variétés les plus appréciées et consommées, dont la Ruby Red, sont désormais celles disposant d'une chair rouge et sans pépins. Les premiers pomelos à la chair rouge ont été obtenus en 1984 par mutagénèse,.

## Étymologie et origine de la confusion
Il est probable que C. maxima avait été diffusé dans l'ancien monde pendant le Moyen Âge, Ibn al-Awam (Séville, XIIe siècle) cite Abu'l Khayr (début du XIIe siècle) décrit ce gros fruit amer et acide sous le nom de zanbū, zamboa, terme proche du malais jambua qui donne le portugais cimboa toujours utilisé au Brésil pour désigner C. maxima.  À noter que toranja désigne en principe C. paradisi en portugais, mais les Portugais ayant perdu la connaissance de C. maxima utilisent toranja avec la même polysémie que « pamplemousse » en français. Au Japon, le terme zabon pour un cultivar traditionnel de C. maxima.
Le mot « pamplemousse » apparait tardivement dans les langues occidentales ; il est emprunté au tamoul : பம்பரமாசு pamparamāsu. Le mot est attesté en français fin XVIIe siècle pour désigner C. maxima, puis au XXe siècle pour désigner également C. paradisi .
Une étymologie différente est donnée par le Grand Robert : « REM. L'Académie donne le mot au fém., contrairement à l'usage. — 1865 ; pompelmous, 1666 ; néerl. pompelmoes, de pompel « gros », et limoes « citron ». »
Le mot pomélo est emprunté à l'anglais pomelo ; son origine est incertaine : certains ont suggéré une composition pome-melon, hypothèse jugée douteuse, car une telle forme composée n'a jamais été attestée ; d'autres, une altération du mot néerlandais pompelmoes. Le mot pomelo est attesté en anglais au début du XIXe siècle sous la forme pommelo, et désignait d'abord C. maxima, mais aussi C. paradisi durant la seconde moitié du XIXe siècle. En français, le terme a fait son apparition au début du XXe siècle.
Le mot pomélo est toutefois resté pendant longtemps peu connu du public, et les C. paradisi étaient commercialisés sous le nom de pamplemousse, comme l'atteste cette citation datant de 1968 : « L'Encyclopédie horticole [...] ajoute que sur les marchés européens, notamment en France, les « grape-fruits » se vendent sous le nom de pamplemousse. Leur nom scientifique « pomelo », n'est évidemment connu que des spécialistes. » (Ac. Can-Fr. 1968). Selon P. Robert, auteur de Les Agrumes dans le monde (1947), « on eût probablement évité cette confusion [entre pamplemousse et pomelo] en adoptant pour le fruit du pomélo le nom américain de grape-fruit sous lequel il est commercialement connu et qui évoque la fructification en grappes de cette espèce ».
Depuis la fin du XXe siècle, les sources averties font soigneusement la distinction, en utilisant « pamplemousse » pour C. maxima et « pomélo » pour C. ×paradisi, et cela tant en France, qu'au Québec,. Cependant, dans l'usage populaire, « pamplemousse » est resté très courant pour C.x paradisi, et « pomélo » est même parfois utilisé pour C. maxima, comme l'atteste cette citation : « Le pomelo est bien souvent confondu, à tort, avec le pamplemousse. Pour accentuer la confusion, ce dernier, énorme, très lourd (dont la chair remplie de nombreux pépins est recouverte par une peau épaisse et aromatique) est parfois commercialisé en France sous la dénomination de pomelo exotique ».
C. maxima est une plante peu représentée en occident, la plus belle collection (université de Californie à Riverside) est loin d'être exhaustive , en Europe et en Afrique du Nord, une dizaine de cultivars sont présents. L'importation de C. maxima par la grande distribution depuis l'Asie date du XXIe siècle. L'ignorance concernant ce fruit a engendré une dénomination anarchique dans les langues occidentales. Ce qui n'est pas le cas en Asie où les fruits sont bien distingués. Pourtant C. maxima fructifie partout dans le monde dans le climat de l'oranger.
« Le combat pour supprimer cette équivoque est-il gagné (...)? Oui, lorsqu'on regarde les affichettes au-dessus des étals de pomelos dans nos supermarchés ; non, lorsque l'on commande dans nos cafés un jus de pamplemousse et que l'on se régale d'un jus de pomelo... » - J. Brichet, 2009.

## Appellations en usage dans les années récentes
En octobre 2014, l'Union Européenne enregistre l'IGP « pomélo de Corse ». Confirmant l'usage du terme pomélo pour désigner C. ×paradisi autrement dit un grapefruit. Le « pomélo de Corse » n'est autre que le cultivar texan « Star Ruby » issu d'un semis de C. ×paradisi.

### En français
|                                                | Citrus maxima (l'Asiatique vert) | Citrus ×paradisi (l'Occidental hybride) |
| ---------------------------------------------- | --- | --- |
| Usage en botanique et horticulture en français | | |
| Arbre                                          | pamplemoussier,. pamplemousse (ancien) | pomelo grape-fruit |
| Fruit                                          | pamplemousse, et ses variétés ou cultivars et hybrides : pomélo chinois, sweety, honey, ugli, etc.                                                                  | pomelo, et ses variétés ou cultivars : duncan, jaffa sweetie, marsh, star ruby, etc. |
| Usage commercial et familier en francophonie   | | |
| Belgique                                       | pomélo ou pomelo, | pamplemousse (jus de) |
| Canada                                         | pomélo | pamplemousse, |
| États-Unis                                     | [réf. nécessaire] | chadègue(en cajun) |
| France,                                        | pamplemousse, chadèque (Guadeloupe, Martinique,Haïti), chadek (Guyane) Pomelo (La Réunion) (abus de langage en français) Produit dérivé : pamplemousse (essence de) | pomelo (ou pomélo), pamplemousse, (abusivement) grapefruit fruit défendu (Guadeloupe, Martinique) ou fruit du paradis (Martinique) Produits dérivés : pamplemousse (jus de, huile essentielle de, extrait de pépin de), |
| Suisse                                         | pomélo | grapefruit ou pamplemousse |

### Dans d'autres langues
|             | Citrus maxima (l'Asiatique vert)                     | Citrus ×paradisi (l'Occidental hybride) |
| ----------- | ---------------------------------------------------- | --------------------------------------- |
| allemand    | Pampelmuse, (Riesenorange, Adamsapfel, Pumelo)       | Grapefruit                              |
| anglais     | pomelo (pummelo, shaddock, Chinese grapefruit, etc.) | grapefruit                              |
| catalan     | pomelo                                               | aranja                                  |
| chinois     | 柚子                                                 | 葡萄柚                                  |
| espagnol    | pampelmusa, cimboa                                   | pomelo, (toronja)                       |
| hongrois    | pomelo, pummelo                                      | grépfrút, citrancs                      |
| italien     | pomelo, pummelo, pampaleone                          | pompelmo                                |
| japonais    | ブンタン, 文旦, ザボン                               | グレープフルーツ                        |
| néerlandais | pompelmoes                                           | grapefruit pompelmoes (en Belgique)     |
| polonais    | pomarańcza olbrzymia, pomelo                         | grejpfrut                               |
| portugais   | Cimboa (au Brésil)                                   | toranja                                 |

## Produits dérivés et interactions médicamenteuses
C. maxima est peu juteux, seul C. ×paradisi est utilisé pour faire du jus de pamplemousse diffusé à grande échelle (il existe des jus de buntan au Japon) et pour produire l'extrait de pépin de pamplemousse.
Les textes touchant aux interactions métaboliques et médicamenteuses, n'emploient pas toujours le nom binomial précis pour désigner le fruit dont ils traitent ,,. Les publications rigoureuses sur les interactions médicamenteuses concernent le jus du grapefruit (C. ×paradisi) ,,, en français actuel le jus de pomélo, il n'y a pas de texte décrivant des interactions médicamenteuses avec C. maxima, le pamplemousse vrai de la langue française.